# J. Arch Getty
John Archibald Getty, III (Luisiana, 30 de novembro de 1950 – 19 de maio de 2025) foi um historiador americano e professor da Universidade da Califórnia em Los Angeles (UCLA), especializado em História da Rússia e História da União Soviética.

## Vida
Nasceu na Louisiana e cresceu em Oklahoma. Recebeu seu Bachelor of Arts pela Universidade da Pensilvânia em 1972 e seu Doutorado pela Boston College em 1979. Foi professor da Universidade da Califórnia em Riverside, antes de se mudar para a UCLA. Foi Bolsista Guggenheim, pesquisador da Universidade Estadual Russa de Humanidades (Moscou) e foi membro sênior do Instituto Harriman (Universidade Columbia) e do Davis Center (Universidade Harvard). Foi Estudante Visitante Sênior na Academia de Ciências da Rússia em Moscou.

## Pesquisa e ideias
Estudos acadêmicos sovietólogos pós Segunda Guerra Mundial foram dominados pelo "modelo totalitário" da União Soviética, enfatizando a natureza absoluta do poder de Josef Stalin. Os "revisionistas" que surgiram na década de 1960 centraram-se em instituições relativamente autônomas que podem influenciar a política no nível superior.
Em 1985 escreveu Origin of the Great Purges: The Soviet Communist Party Reconsidered, 1933-1938. O livro foi um desafio ao trabalho de Robert Conquest e parte dos debates entre os historiadores "totalitários" e "revisionistas" da União Soviética. Em um apêndice do livro, questionou o papel de Stalin na execução de Serguei Kirov e criticou a dependência de fontes de emigrantes.
Os estudiosos "totalitários" se opuseram aos "revisionistas" como apologéticos a Stalin e os acusaram de minimizar o terror. Durante os debates na década de 1980, o uso de fontes de emigrantes e a insistência na engenharia de Stalin do assassinato de Kirov ficaram embutidos na posição de ambos os lados. Sarah Davies e James Harris observam que com o colapso da União Soviética e a libertação dos arquivos, um pouco do calor saiu do debate e a politização foi reduzida.

## Morte
Getty morreu no dia 19 de maio de 2025, aos 74 anos.

## Livros
- John Arch Getty and Roberta Thompson Manning. Stalinist Terror: New Perspectives, (ed., com Roberta T. Manning), Nova Iorque, Cambridge University Press, 1993. ISBN 0-521-44670-8
- J. Arch Getty, Oleg V. Naumov.  The Central Party Archive: A Research Guide, Univ Pittsburgh Center for Russian. 1993. ISBN 99944-868-6-1
- John Archibald Getty Origins of the Great Purges: The Soviet Communist Party Reconsidered, 1933-1938,  Nova Iorque, Cambridge University Press, 1985. Nona edição, 1996. ISBN 0-521-33570-1
- J. Arch Getty, Oleg V. Naumov, The Road to Terror: Stalin and the Self-Destruction of the Bolsheviks, 1932-1939, Yale University Press, 1999, ISBN 0-300-09403-5
- Stalin's "Iron Fist:" The Times and Life of N. I. Yezhov, Yale University Press, 2008. ISBN 0-300-09205-9
- J. Arch Getty Practicing Stalinism: Bolsheviks, Boyars, and the Persistence of Tradition, Yale University Press, 2013, ISBN 0-300-16929-9

## Artigos
- "Stalin as Prime Minister: Power and the Politburo," in Sarah Davies e James Harris, Stalin: A New History, Cambridge University Press, 2005, 83-107.
- "'Excesses are not permitted:' Mass Terror Operations in the Late 1930s and Stalinist Governance," The Russian Review, 16:1, Janeiro de 2002, 112-137.
- "Mr. Ezhov Goes to Moscow: The Rise of a Stalinist Police Chief," in William Husband, ed., The Human Tradition in Modern Russia, Nova Iorque, 2000, 157-174.
- "Samokritika Rituals in the Stalinist Central Committee, 1933-1938," The Russian Review, 58:1, Janeiro de 1999, 49-70.
- "Afraid of Their Shadows: The Bolshevik Recourse to Terror, 1932-1938," in Stalinismus vor dem Zweiten Weltkrieg. Neue Wege der Forschung, ed. Manfred Hildermeier and Elisabeth Mueller-Luckner, Munique, 1998.
- "Victims of the Soviet Penal System in the Prewar Years: A First Approach on the Basis of Archival Evidence," (com Gаbor T. Rittersporn, and V. N. Zemskov), American Historical Review, 98:4, Outubro de 1993
- "Trotsky in Exile: The Founding of the Fourth International," Soviet Studies, vol. XXXVIII, no. 1, Janeiro de 1986, 24-35.